# Талка (приток Уводи)
Талка — река в Ивановской области, левый приток Уводи. Исток находится севернее города Иваново, далее река протекает по территории города.

## История

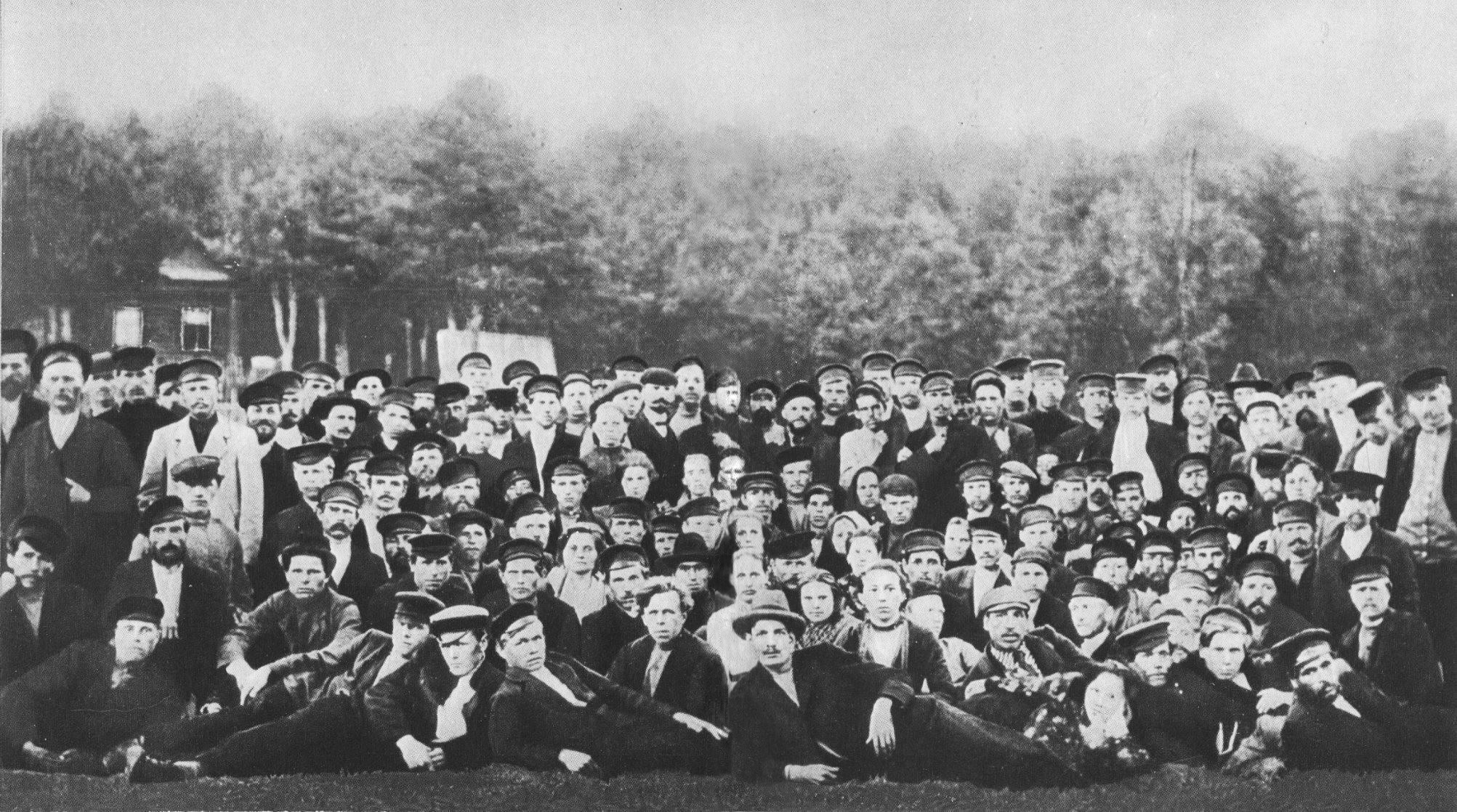
Депутаты Иваново-Вознесенского совета на берегу Талки (1905 год).

Река получила известность в советское время, благодаря событиям мая 1905 года. На берегах реки проходили митинги рабочих во время стачки 1905 года. 3 июня 1905 года состоялось последнее собрание, которое было разогнано казаками, в результате чего погибло много безоружных людей.
В память об этих событиях реку прозвали «красной». В советские времена на берегах реки был сооружён мемориальный комплекс «Красная Талка», который состоит из памятного обелиска, вечного огня и аллеи с памятными бюстами героев событий. Находящаяся в этом районе «Текстильная мануфактура Витовых» в 1929 году была переименована в фабрику «Красная Талка», которая функционирует до сих пор. В ивановском Музейно-выставочном центре демонстрируется художественная диорама «Митинг Иваново-Вознесенских рабочих на Талке. Рождение первого Совета 1905 г.»
События на реке Талка описаны в рассказе Дмитрия Андреевича Фурманова «Талка».
В середине XX века на берегах реки, в черте города, был организован «Парк имени 1905 года» в котором располагались зоны отдыха и детские аттракционы. Река в этом месте перекрыта плотиной, в результате чего образовалось небольшое водохранилище, которое используется для катания на лодках, водных велосипедах и купания.
Одним из элементов советского герба города Иваново является волнистая линия, которая символизирует воды реки Талки. Этот элемент входит в состав современного герба и флага Ивановской области.

## Данные водного реестра
По данным государственного водного реестра России относится к Окскому бассейновому округу, водохозяйственный участок реки — Уводь от истока и до устья, речной подбассейн реки — Бассейны притоков Оки от Мокши до впадения в Волгу. Речной бассейн реки — Ока.
Код объекта в государственном водном реестре — 09010301012110000033014.